# Jessica Kelley
Jessica Kelley (* 5. Oktober 1982 in Burlington, Vermont) ist eine ehemalige US-amerikanische Skirennläuferin, die vor allem im Riesenslalom, aber auch im Slalom erfolgreich war. Sie wurde 2002 Junioren-Vizeweltmeisterin im Riesenslalom und gewann dreimal die Riesenslalomwertung im Nor-Am Cup.

## Karriere
Jessica Kelley ist die Tochter von Lindy Cochran, einer erfolgreichen Skirennläuferin der 1970er-Jahre, und die Schwester von Tim und Robby Kelley sowie Cousine von Jimmy Cochran und Ryan Cochran-Siegle, die ebenfalls Skirennläufer wurden. Sie erlernte im familieneigenen Skiresort Cochran’s Ski Area im nördlichen Vermont das Skilaufen.
Kelley bestritt im Dezember 1997 ihre ersten FIS-Rennen und startete bereits ab Januar 1998 sporadisch im Nor-Am Cup. Nachdem sie im Winter 1999/2000 zwei FIS-Rennen gewonnen hatte, war sie ab der Saison 2000/01 regelmäßig im Nor-Am Cup im Einsatz. Mit zwei Podestplätzen und weiteren fünf Top-10-Ergebnissen erreichte sie in diesem Winter Platz fünf in der Slalomwertung, Rang sieben in der Riesenslalomwertung und Platz zehn im Gesamtklassement. Ab dem Winter 2001/02 startete sie auch im Europacup, wo sie aber im ersten Jahr noch ohne Punkte blieb. Im Nor-Am Cup feierte sie in der Saison 2001/02 im Slalom von Hunter Mountain ihren ersten Sieg und belegte mit insgesamt sieben Top-10-Ergebnissen wieder den zehnten Platz in der Gesamtwertung sowie Rang vier im Riesenslalom- und Platz zehn im Slalomklassement. Bei den Juniorenweltmeisterschaften 2002 gewann Kelley hinter ihrer Teamkollegin Julia Mancuso die Silbermedaille im Riesenslalom. Im Jahr zuvor hatte sie bei den Juniorenweltmeisterschaften 2001 Platz neun im Riesenslalom belegt. In der Saison 2002/03 gelangen ihr im Nor-Am Cup zwei Siege im Slalom von Val Saint-Come und im ersten Riesenslalom von Panorama. Im zweiten Riesenslalom von Panorama erreichte sie den zweiten Platz, womit sie zum ersten Mal die Riesenslalomwertung für sich entschied. Im Europacup gewann sie zu Beginn dieses Winters ihre ersten Punkte und erreichte im Februar bereits zwei fünfte Plätze.
Seit dem Winter 2003/04 startet Kelley auch im Weltcup. Allerdings konnte sie sich in den ersten drei Jahren nur einmal für den zweiten Durchgang qualifizieren: Im Riesenslalom von Zwiesel gewann sie am 7. Februar 2004 mit Platz 27 als letzte der gewerteten Läuferinnen ihre ersten Weltcuppunkte. Im Nor-Am Cup erreichte sie in der Saison 2003/04 mit einem Sieg im Riesenslalom von Park City und weiteren zwei Podestplätzen den dritten Rang in der Riesenslalomwertung, Platz vier in der Slalomwertung und Rang acht im Gesamtklassement. Die Saison 2004/05 war ihre erfolgreichste: Sie gewann zwei Riesenslaloms in Winter Park und Mont Sainte-Anne, wurde Dritte im Riesenslalom von Georgian Peaks und fuhr weitere sechsmal unter die besten fünf. Sie gewann damit zum zweiten Mal die Riesenslalomwertung und musste sich in der Gesamtwertung nur der Kanadierin Brigitte Acton geschlagen geben. Hinzu kommt ein vierter Platz im Slalomklassement. Auch im Europacup gelangen ihr gute Resultate. Nachdem sie im Vorjahr bereits Dritte im ersten Riesenslalom von Abetone wurde, erreichte sie in diesem Winter mit Platz zwei im Riesenslalom von La Molina ihr bestes Europacupergebnis.
Im Winter 2005/06 nahm Kelley nur an wenigen Nor-Am- und Europacuprennen teil und konzentrierte sich hauptsächlich auf den Weltcup, erzielte aber keine Punkte. Anfang Februar musste sie wegen Rückenproblemen die Saison vorzeitig beenden. In der Saison 2006/07 war Kelley wieder die beste Riesenslalomläuferin im Nor-Am Cup: Mit drei Siegen und einem dritten Platz entschied sie zum dritten Mal die Riesenslalomwertung für sich. Im Weltcup kam sie am 25. November 2006 mit Platz 22 im Riesenslalom von Aspen zum zweiten Mal in ihrer Karriere in die Punkteränge und auch im Riesenslalom von Semmering gewann sie als 30. einen Weltcuppunkt. Sie qualifizierte sich für die Weltmeisterschaften 2007 in Åre, wo sie Platz 36 im Riesenslalom belegte. Nach der WM erreichte sie am 24. Februar mit Platz 17 im Riesenslalom in der Sierra Nevada ihr bestes Weltcupergebnis. In der Saison 2007/08 fuhr Kelley in zwei ihrer fünf Weltcuprennen in die Punkteränge. Wegen eines Bandscheibenvorfalls konnte sie von November 2008 bis Ende des Winters 2008/09 keine Rennen bestreiten. In der Saison 2009/10 blieb Kelley im Weltcup ohne Punkte, aber im Nor-Am Cup erzielte sie mit drei Top-10-Platzierungen den fünften Rang in der Riesenslalomwertung. Nach diesem Winter beendete Kelley ihre Karriere. Danach startete sie nur noch bei wenigen FIS-Rennen.

## Sportliche Erfolge

### Weltmeisterschaften
- Åre 2007: 36. Riesenslalom

### Juniorenweltmeisterschaften
- Verbier 2001: 9. Riesenslalom, 32. Slalom
- Tarvisio 2002: 2. Riesenslalom, 46. Slalom

### Weltcup
- Eine Platzierung unter den besten 20, weitere fünfmal unter den schnellsten 30

### Nor-Am Cup
- Saison 2000/01: 10. Gesamtwertung, 5. Slalom, 7. Riesenslalom
- Saison 2001/02: 10. Gesamtwertung, 4. Riesenslalom, 10. Slalom
- Saison 2002/03: 11. Gesamtwertung, 1. Riesenslalom, 6. Slalom
- Saison 2003/04: 8. Gesamtwertung, 3. Riesenslalom, 4. Slalom
- Saison 2004/05: 2. Gesamtwertung, 1. Riesenslalom, 4. Slalom
- Saison 2006/07: 8. Gesamtwertung, 1. Riesenslalom
- Saison 2009/10: 5. Riesenslalomwertung
- 16 Podestplätze, davon 9 Siege:

| Datum             | Ort              | Land   | Disziplin    |
| ----------------- | ---------------- | ------ | ------------ |
| 5. Januar 2002    | Hunter Mountain  | USA    | Slalom       |
| 5. Januar 2003    | Val Saint-Come   | Kanada | Slalom       |
| 11. März 2003     | Panorama         | Kanada | Riesenslalom |
| 30. November 2003 | Park City        | USA    | Riesenslalom |
| 2. Dezember 2004  | Winter Park      | USA    | Riesenslalom |
| 5. Januar 2005    | Mont Sainte-Anne | Kanada | Riesenslalom |
| 30. November 2006 | Winter Park      | USA    | Riesenslalom |
| 1. Dezember 2006  | Winter Park      | USA    | Riesenslalom |
| 16. März 2007     | Panorama         | Kanada | Riesenslalom |

### Weitere Erfolge
- US-amerikanische Vizemeisterin im Riesenslalom 2003
- Zwei Podestplätze im Europacup
- 16 Siege in FIS-Rennen